# Манучарян, Ашот Гарникович
Ашо́т Гарни́кович Манучаря́н (арм. Աշոտ  Մանուչարյան , 1 августа 1954, Ереван) — армянский политический, государственный и общественный деятель.
- 1971 — окончил Ереванскую среднюю школу № 122.
- 1971—1976 — физический факультет Ереванского государственного университета.
- 1974—1977 — работал в комсомоле заместителем секретаря, а позже секретарём физического факультета Ереванского государственного университета.
- 1977—1980 — научный сотрудник в Ереванском научно-исследовательском институте автоматизированных систем управления города.
- 1978 — окончил Ленинградский институт методов и техники управления.
- 1980—1982 — служил в армии, с 1981 — член КПСС.
- 1982—1983 — начальник политотдела международного молодёжного лагеря.
- 1983—1991 — завуч школы № 183 (г. Ереван).
- 1988—1990 — депутат верховного совета Армянской ССР.
- С 1988 по 1989 — член комитета «Карабах»[1][2], был арестован вместе с другими членами и переведён в Москву.
- С мая по ноябрь 1991 — исполнял обязанности министра внутренних дел Армении[3][4].
- 1991—1993 — советник президента по вопросам национальной безопасности[5] .
- С 1993 — занимается политической деятельностью, работой по политическому анализу, прогнозу и планированию. Член политсовета "Союза социалистических сил и интеллигенции «Армении».
- 1996 — был кандидатом в президенты Армении.
- 22 апреля 2004 — был жестоко избит тремя неизвестными мужчинами. Получивший серьёзные травмы и потерявший много крови, он был доставлен в больницу.